# Friedenskirche (Göttingen)

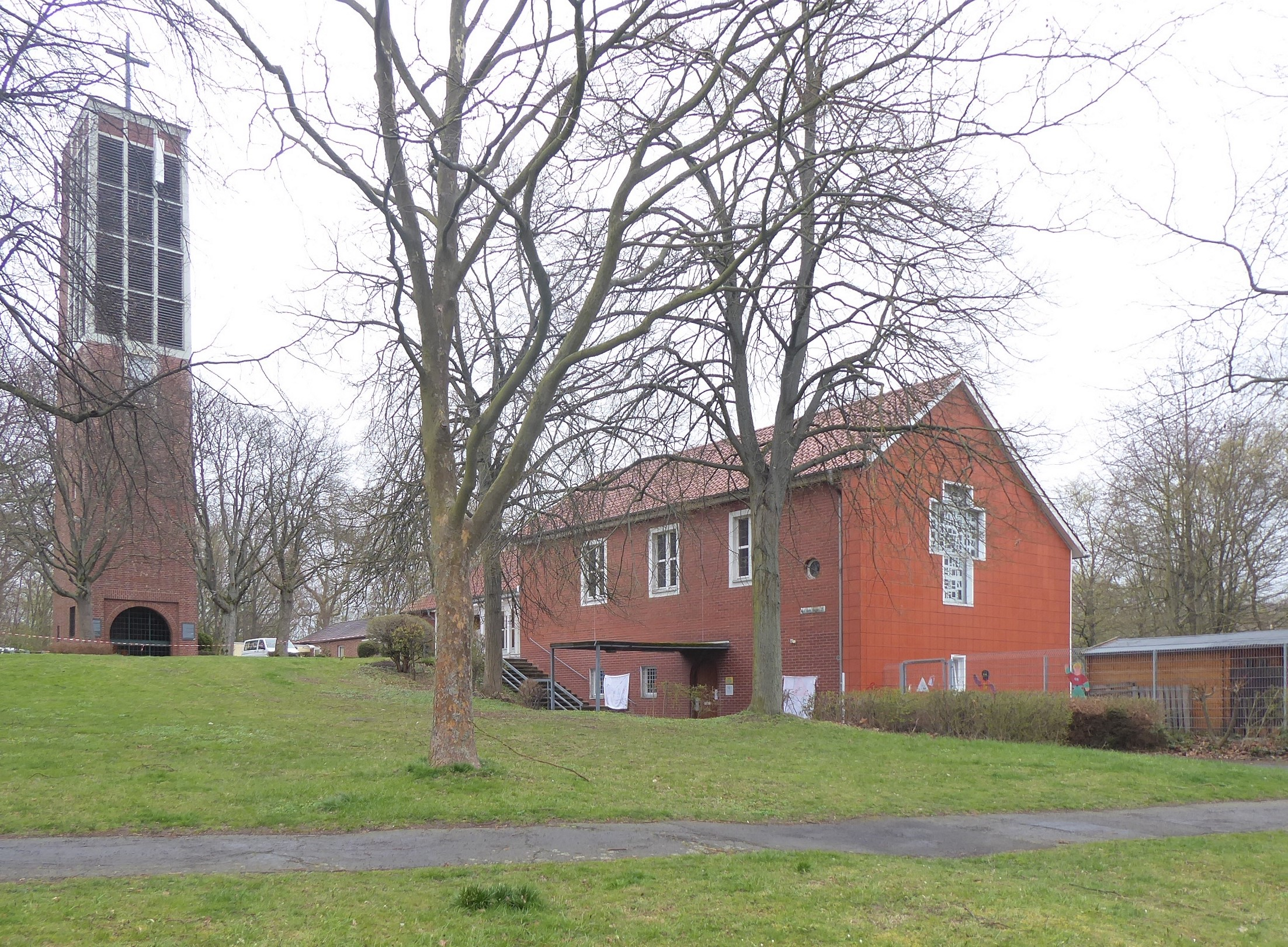
Friedenskirche mit jüngerem Campanile, von Westen (2021)

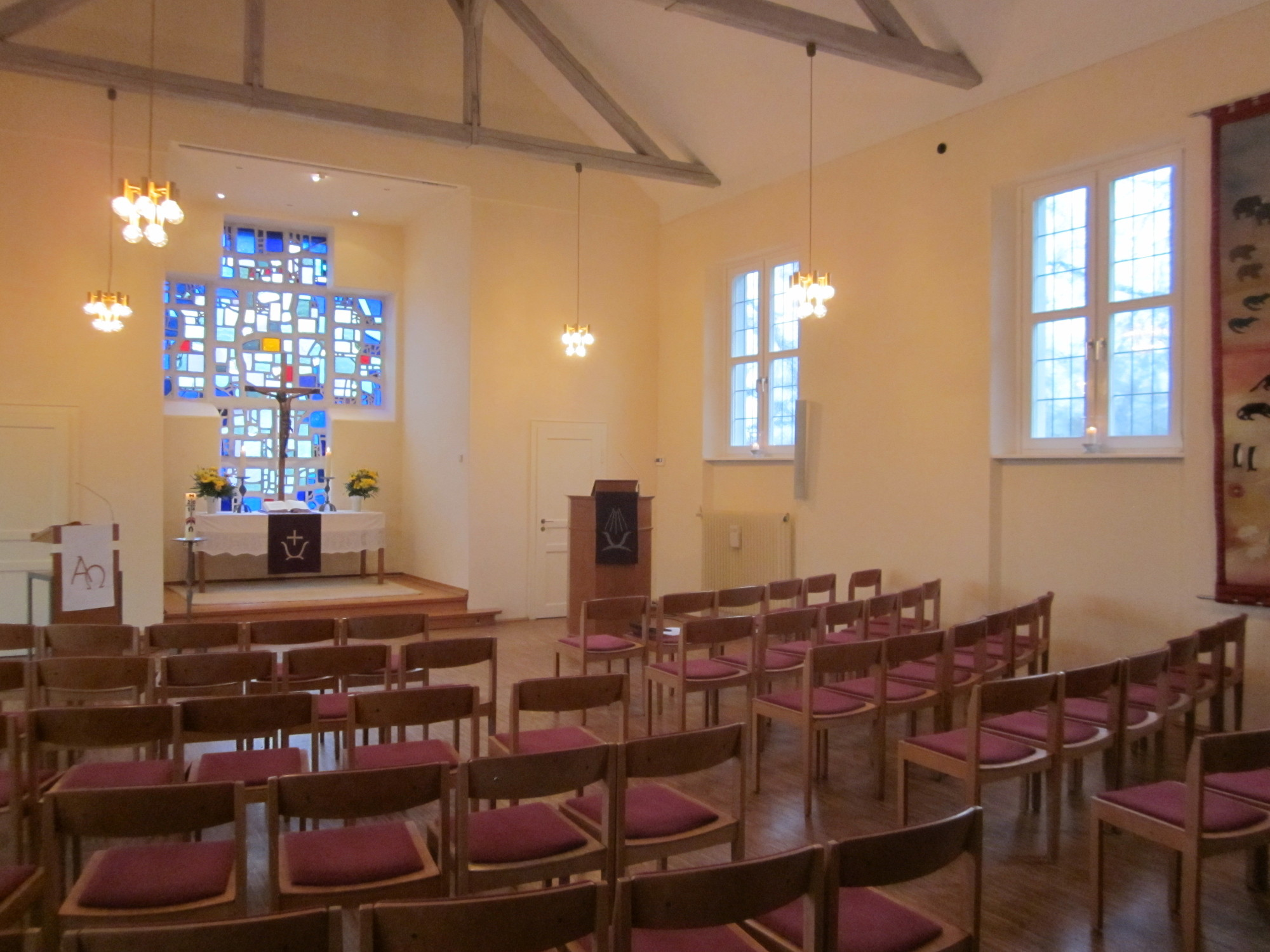
Innenraum (2015)

Die Friedenskirche ist eine evangelisch-lutherische Kirche in Göttingen.

## Lage
Die Kirche befindet sich im Göttinger Ortsteil Weststadt auf dem Hagenberg, am südwestlichen Rand des Geländes der mittelalterlichen Pfalz Grona.

## Geschichte
Die Friedenskirchengemeinde entstand zum 1. Oktober 1951 durch Auspfarrung der evangelisch-lutherischen Einwohner des III. Seelsorgebezirks der Marienkirchengemeinde.
1954 wurde der Pfarrbezirk geteilt und der südliche Teil in die neu gegründete Christus-Kirchengemeinde überführt; die Bethlehemgemeinde auf dem Holtenser Berg wurde 1986 selbständig.

## Kirchenbau, Turm und Gemeindezentrum
Die 1951–52 nach Entwürfen des Göttinger Architekten Diez Brandi errichtete, schlichte Saalkirche am Kleinen Hagen war der erste evangelisch-lutherische Kirchenneubau in der Stadt Göttingen seit Einführung der Reformation.
Das Kirchengebäude wurde mehrfach erweitert und umgebaut und beherbergt einen Kindergarten unter dem Kirchraum und die Kinderkrippe der Gemeinde. Der Kirchraum wird unter der Woche auch vom Kindergarten genutzt.
Der 1958 nach Entwurf des Göttinger Architekten Hans Hautsch in der Art eines Campanile freistehend errichtete Glockenturm birgt im offenen Erdgeschoss einen Gedenkraum für die Königspfalz Grona, diente zusätzlich darüber im Innern als Stadtteilbibliothek und weist oben eine Aussichtsplattform auf.
Direkt neben dem Kirchengebäude schließt sich das 1958–1966 errichtete Gemeindezentrums an, das u. a. eine Altentagesstätte, ein Studentenwohnheim und eine Gemeindeakademie („Gerhard-Mercker-Begegnungs-Zentrum“) umfasst.

## Orgel

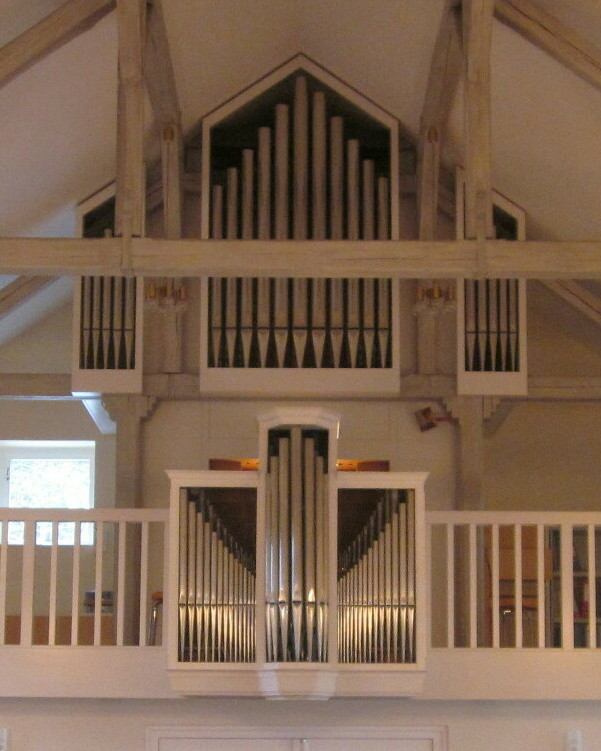
Orgel

Die Friedenskirche besitzt heute eine 2006 durch die Firma Werner Bosch Orgelbau in Niestetal Orgel mit folgender Disposition:
| I Rückpositiv C–g3 |           |        |
| 1.                 | Gedackt   | 8′     |
| 2.                 | Praestant | 4′     |
| 3.                 | Rohrflöte | 4′     |
| 4.                 | Nassat    | 3′     |
| 5.                 | Gemshorn  | 2′     |
| 6.                 | Terz      | 1 3⁄5′ |
| 7.                 | Quinte    | 1 ⁄3′  |
|                    | Tremulant |        |

| II Hauptwerk C–g3 |                |       |
| 08.               | Principal      | 8′    |
| 09.               | Hohlflaute     | 8′    |
| 10.               | Viola da Gamba | 8′    |
| 11.               | Oktave         | 4′    |
| 12.               | Flaute         | 4′    |
| 13.               | Superoctave    | 2′    |
| 14.               | Mixtur III     | 1 ⁄3′ |
|                   | Tremulant      |       |

| Pedal C–f1 |            |     |
| 15.        | Subbass    | 16′ |
| 16.        | Violonbass | 08′ |
| 17.        | Oktave     | 04′ |
| 18.        | Trompete   | 08′ |

- Koppeln: I/II, I/P, II/P

## Persönlichkeiten
Der spätere Generalsekretär des Lutherischen Weltbundes Martin Junge absolvierte nach dem Göttinger Theologiestudium in den 1980er Jahren sein Vikariat in der Göttinger Friedenskirche auf dem Hagenberg.